# Walter Eich
Walter Eich (Zürich, 27 mei 1925 - 1 juni 2018) was een Zwitsers voetballer en voetbalcoach die speelde als doelman.

## Carrière
Eich speelde eerst een korte periode bij Young Fellows Zürich maar ging in 1948 spelen voor Young Boys Bern. Hij werd met hen kampioen in 1957, 1958, 1959 en 1960 en won de beker in 1953 en 1958.
Hij speelde vijf interlands voor Zwitserland, waarin hij niet kon scoren. Hij nam met de Zwitserse ploeg deel aan het WK voetbal 1954 in eigen land.
Na zijn spelersloopbaan werd hij keeperstrainer en jeugdcoach bij Young Boys Bern. Hij is korte tijd hoofdcoach geweest bij SC Burgdorf na het vertrek van Fritz Morf in 1965. Hij was samen met Heinz Schneiter tweemaal interim-trainer bij Young Boys Bern, een eerste keer in 1970 na het ontslag van de Franse coach Henri Skiba en een tweede keer in 1983.

## Erelijst
- Young Boys Bern
  - Landskampioen: 1957, 1958, 1959, 1960
  - Zwitserse voetbalbeker: 1953, 1958